# Platja d'Aigua Amarga
La platja d'Aigua Amarga és una platja de la ciutat valenciana d'Alacant, al sud de la rambla de les Ovelles. Tot just després d'esta platja es trobava la platja del Baver, ja desapareguda amb les ampliacions del port. Hi ha vies importants de comunicació de carretera i ferrocarril que hi confluïxen de forma paral·lela. Actualment s'ha utilitzat com a escenari de la Ciutat de la Llum per la filmació de pel·lícules.